# Margem Sul do Tejo
Margem Sul, was auf Portugiesisch so viel wie „Südufer“ bedeutet, bezeichnet im Volksmund die Region südlich der Tejo-Mündung zum Atlantik, die wegen ihrer leichten Ausdehnung auch Mar da Palha genannt wird, und an deren gegenüberliegendem nördlichen Ufer Lissabon liegt. 
Zum „Südufer“ gehören unter anderem die Städte Almada, Seixal, Barreiro, Moita, Montijo und Alcochete.